# Teddy Richert
Teddy Richert (født 21. september 1974 i Avignon, Frankrig) er en fransk tidligere fodboldspiller (målmand). Han spillede 11 sæsoner hos Sochaux og vandt begge de franske pokalturneringer, Coupe de France og Coupe de la Ligue, med klubben. I 2007, samme år som Sochaux vandt Coupe de France, blev han kåret til årets målmand i den franske Ligue 1.
Efter sit karrierestop har Richert fungeret som målmandstræner i både Toulouse FC og Montpellier.

## Titler
Coupe de la Ligue
- 2004 med Sochaux

Coupe de France
- 2007 med Sochaux